# Mesosa basinodosa
Mesosa basinodosa är en skalbaggsart som beskrevs av Maurice Pic 1925. Mesosa basinodosa ingår i släktet Mesosa och familjen långhorningar. Inga underarter finns listade i Catalogue of Life.